# Brigade de sapeurs-pompiers de Berlin
La Brigade de sapeurs-pompiers de Berlin (Berliner Feuerwehr) est le corps des pompiers de la capitale allemande. Elle a été fondée en 1851 par Ludwig Carl Scabell (1811-1885) et est la plus ancienne brigade de pompiers professionnels d'Allemagne. Avec 3 900 pompiers et 35 casernes, c'est aussi la plus grande du pays. Elle est aidée de 57 pompiers volontaires et de 1 300 membres bénévoles.

## Statistiques d'interventions
| Statistiques d'interventions                                               | 2004              | 2005              | 2006              | 2007              | 2008              | 2009              | 2010              | 2011              | 2012              | 2013              | 2014              | 2015              | 2016              | 2017              |
| -------------------------------------------------------------------------- | ----------------- | ----------------- | ----------------- | ----------------- | ----------------- | ----------------- | ----------------- | ----------------- | ----------------- | ----------------- | ----------------- | ----------------- | ----------------- | ----------------- |
| Incendie                                                                   | 14 244 (5,40 %)   | 7 247 (2,82 %)    | 8 233 (3,02 %)    | 7 718 (2,34 %)    | 7.019 (2,41 %)    | 7.610 (2,78 %)    | 8.114 (2,66 %)    | 8.316 (2,66 %)    | 6.860 (2,16 %)    | 7.330 (2,21 %)    | 6.456 (1,80 %)    | 7.165 (1,83 %)    | 7.230 (1,80 %)    | 6.909 (1,72 %)    |
| Aide technique                                                             | 21 617 (8,20 %)   | 19 621 (7,63 %)   | 28 270 (10,37 %)  | 31 226 (9,46 %)   | 23.279 (8,01 %)   | 17.166 (6,27 %)   | 17.674 (5,79 %)   | 16.615 (5,32 %)   | 17.693 (5,58 %)   | 19.194 (5,80 %)   | 19.949 (5,55 %)   | 20.794 (5,31 %)   | 19.040 (4,75 %)   | 22.426 (5,59 %)   |
| Aide médicale urgente                                                      | 227 875 (86,40 %) | 230 389 (89,56 %) | 236 138 (86,61 %) | 291 205 (88,20 %) | 260.415 (89,58 %) | 248.957 (90,95 %) | 279.599 (91,56 %) | 287.506 (92,02 %) | 292.464 (92,25 %) | 304.483 (91,99 %) | 333.199 (92,66 %) | 363.599 (92,86 %) | 374.942 (93,45 %) | 371.915 (92,68 %) |
| Total (sans compter les fausses alertes et les reconnaissances-recherches) | 263 736           | 257 257           | 272 641           | 330 149           | 290.713           | 273.733           | 305.387           | 312.437           | 317.017           | 331.007           | 359.604           | 391.558           | 401.212           | 401.250           |